# Lauren Underwood

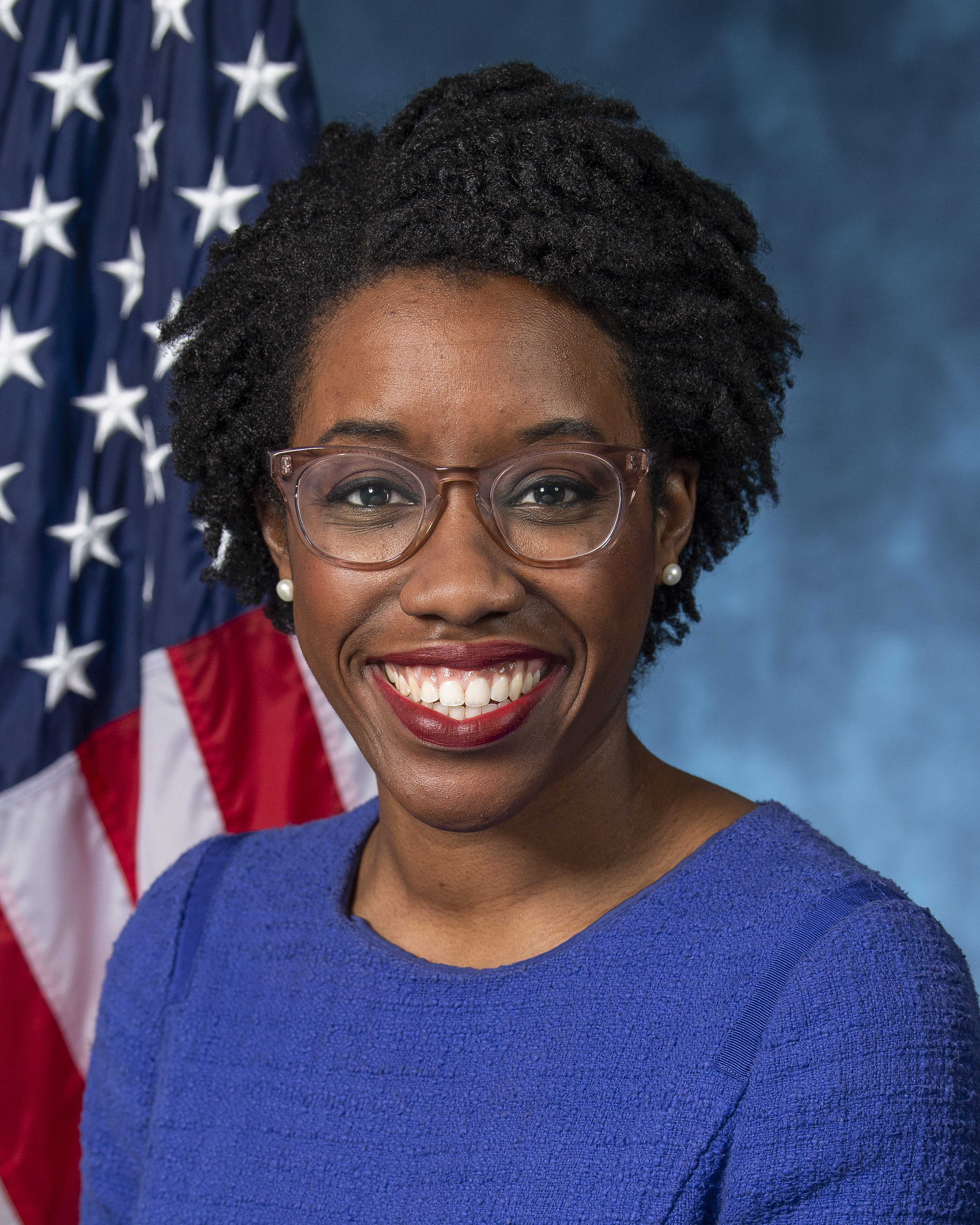
Lauren Underwood (2019)

Lauren Ashley Underwood (* 4. Oktober 1986 in Mayfield Heights, Cuyahoga County, Ohio) ist eine US-amerikanische Registered Nurse und Politikerin der Demokratischen Partei. Seit Januar 2019 vertritt sie den 14. Distrikt des Bundesstaats Illinois im Repräsentantenhaus der Vereinigten Staaten. Sie ist die jüngste schwarze Frau im Repräsentantenhaus der Vereinigten Staaten.

## Leben
Underwood wurde am 4. Oktober 1986 in Mayfield Heights im Bundesstaat Ohio geboren. Im Alter von drei Jahren zog sie mit ihrer Familie nach Naperville im Bundesstaat Illinois. Sie besuchte die Neuqua Valley High School und schloss diese 2004 ab. Von 2003 bis 2004 arbeitete sie für die Stadt Naperville in der Fair Housing Advisory Commission. 2008 erwarb sie den Bachelor of Science in Nursing an der University of Michigan und absolvierte einen Kurs über Pflegepolitik. Dieser Kurs habe sie ihrer Meinung nach bewogen, in die Gesundheitspolitik einzusteigen. 2009 erhielt sie ihren Master of Science in Nursing und den Master of Public Health an der Johns Hopkins University.
Lauren Underwood lebt privat in Naperville.

## Politische Karriere
2014 wurde Underwood Beraterin am Ministerium für Gesundheitspflege und Soziale Dienste der Vereinigten Staaten, wo sie an der Umsetzung des Patient Protection and Affordable Care Act arbeitete.
Im August 2017 kündigte Underwood ihre Kandidatur für die Wahlen zum Repräsentantenhaus der Vereinigten Staaten an. Die Vorwahl gewann sie mit 57 Prozent gegen sechs Gegenkandidaten. In der Wahl 2018 besiegte sie den Republikaner Randy Hultgren, der den Sitz bis dahin vertreten hatte, mit 52,5 Prozent der Stimmen. Seit dem 3. Januar 2019 ist sie Inhaberin des 14. Sitzes des Bundesstaates Illinois im Repräsentantenhaus der Vereinigten Staaten. In der Wahl 2020 trat sie gegen Jim Oberweis von der Republikanischen Partei an. Sie konnte sich mit 50,7 zu 49,3 % äußerst knapp durchsetzen. Der Vorsprung betrug lediglich 5.374 Stimmen, bei rund 400.000 Stimmen insgesamt. Ihre aktuelle Legislaturperiode im Repräsentantenhaus des 117. Kongresses läuft noch bis zum 3. Januar 2023.
Die Primary (Vorwahl) ihrer Partei für die Wahlen 2022 am 28. Juni konnte sie ohne Gegenkandidaten gewinnen. Damit trat sie am 8. November 2022 gegen Scott Gryder von der Republikanischen Partei an. Sie konnte die Wahl mit 53,7 % der Stimmen für sich entscheiden. In der Vorwahl zur Kongresswahl 2024 zum 119. Kongress hatte sie keinen Herausforderer, während sich bei den Republikanern James Marter qualifizierte. Sie setzte sich in der Hauptwahl mit 55,1 % gegen Marter durch und ist dadurch auch im Repräsentantenhaus des 119. Kongresses vertreten.

### Ausschüsse
Sie ist aktuell Mitglied in folgenden Ausschüssen des Repräsentantenhauses:
- Committee on Appropriations
  - Agriculture, Rural Development, Food and Drug Administration, and Related Agencies
  - Homeland Security
- Committee on Veterans’ Affairs
  - Health
  - Oversight and Investigations

Zuvor war sie auch Mitglied im Committee on Education and the Workforce und dem Committee on Homeland Security.